# Marsilea botryocarpa
Marsilea botryocarpa är en klöverbräkenväxtart som beskrevs av Harvey Eugene Ballard. Marsilea botryocarpa ingår i släktet Marsilea och familjen Marsileaceae.
IUCN kategoriserar arten globalt med starkt hotad (EN). Inga underarter finns listade.